# California State Route 127
Die California State Route 127 (kurz CA 127) ist eine State Route im US-Bundesstaat Kalifornien. Sie verläuft teilweise durch den Death-Valley-Nationalpark.
Der Highway beginnt am Interstate 15 in Baker und geht an der Grenze zu Nevada in die Nevada State Route 373 über.